# Tańczące Eurydyki (utwór)
Tańczące Eurydyki – piosenka Heleny Majdaniec, wydana w 1962. Utwór stworzyli Katarzyna Gärtner, Ewa Rzemieniecka i Aleksander Wojciechowski. W 1964 piosenkę wylansowała Anna German.

## Opis
Utwór jako pierwsza wykonała Helena Majdaniec, która zaśpiewała go na Festiwalu Młodych Talentów w Szczecinie, jednak bez sukcesu. Utwór w 1964 wylansowała Anna German, zdobywając za jego wykonanie drugą nagrodę w konkursie piosenki aktorsko-literackiej na 2. Krajowym Festiwalu Piosenki Polskiej w Opolu i pierwszą nagrodę na Międzynarodowym Festiwalu Piosenki w Sopocie.
Utwór ukazał się na płytach: Echa Festiwalu Opolskiego ’64 (1964), Tańczące Eurydyki (1964), 35 lat Studenckiego Festiwalu Piosenki (1997), Złota kolekcja: Bal u Posejdona (1999), Tańczące Eurydyki: Festiwal im. Anny German 2003 (2003), Piosenki Anny German (2003), 40 piosenek Anny German (2013), Piosenki Anny German (2013).

## Inne wykonania
- Bogdana Zagórska – podczas Studenckiego Festiwalu Piosenki w Krakowie.
- Jolanta Chołuj – nagrała własną wersję w 2003 roku[4].
- Piotr Bajtlik – podczas Festiwalu im Anny German 2003 w 2003 roku[5].
- Justyna Steczkowska – nagrała własną wersję podczas koncertu telewizyjnego pt. Kobiety w 2004 roku[6].
- Georgina Tarasiuk – podczas 14. edycji programu Szansa na sukces w 2006 roku[7].
- Jacek Wójcicki – nagrał własną wersję w 2008 roku[8].
- Katarzyna Sawczuk – podczas 2. edycji programu Mam talent! w 2009 roku oraz podczas 4. edycji programu The Voice of Poland w 2014 roku.
- Joanna Moro – jako Anna German w serialu pt. Anna German w 2012 roku oraz w programie pt. Jaka to melodia? w 2021 roku[9].
- Agnieszka Babicz – nagrała własną wersję w 2013 roku.
- Katarzyna Góraś – podczas Grand Prix Wokalnego Konkursu Wiktoria 2013[10].
- Agnieszka Twardowska – podczas 5. edycji programu Twoja twarz brzmi znajomo w 2016 roku[11].
- Patrycja Zielińska – nagrała własną wersję w 2020 roku[12].